# 8th Wonderland
Pour plus de détails, voir Fiche technique et Distribution.
8th Wonderland est un film français réalisé par Nicolas Alberny et Jean Mach, sorti en 2008.

## Synopsis
8th Wonderland est le premier État virtuel qu'un collectif de centaines de personnes a fondé sur Internet pour contrecarrer la démagogie des politiques. Chaque semaine, les citoyens du 8th Wonderland votent sur les prochaines actions, par exemple le Vatican est décoré de distributeurs de préservatifs, une Bible de Darwin est imprimée en grand nombre, un accord atomique entre la Russie et l'Iran est empêché par une mauvaise traduction très délibérée et des professionnels du football valant des millions sont vendus dans un atelier clandestin chinois expédié vers la production de chaussures de masse faites à la main.
Par leurs actions de radicalisation, les révolutionnaires du web font trembler non seulement les médias internationaux, mais aussi les services secrets occidentaux. Lorsque John McClane, un imposteur, prétend être le fondateur et le chef du 8th Wonderland et exploite sa popularité à des fins commerciales, les partisans d'Internet doivent agir s'ils veulent sauver la face. Ils font tomber une multinationale et obligent les chefs d'État du G8 à lancer un programme anti-VIH.
Dans le même temps, des attentats terroristes sont perpétrés, des conflits militaires sont provoqués et la faute en revient à 8th Wonderland, même si le pays n'a rien à voir avec cela. L'humeur de la population se retourne contre le pays et McClane est finalement abattu alors qu'il tentait de s'échapper. Peu avant que les services secrets ne détruisent la ferme de serveurs du 8th Wonderland, McClane envoie une vidéo à toutes les chaînes de télévision dans laquelle il annonce qu'il n'a rien à voir avec le 8th Wonderland et que le 8th Wonderland n'est pas responsable des attaques terroristes. Après la destruction du 8th Wonderland, le 9th Wonderland est fondé, ce qui est lié aux actions du pays précédent.

## Fiche technique
- Titre : 8th Wonderland
- Réalisation et scénario : Nicolas Alberny et Jean Mach
- Musique : Nicolas Alberny
- Décors : Aurélie De Saint-Sauveur et Christophe Simonnet
- Photographie : Antoine Marteau
- Son : Frédéric Gensse
- Montage : Aurélien Dupont
- Production: Guillaume Letellier
- Sociétés de production : Mad Films et Dream Film
- Société de distribution : Mad Films
- Budget : 1 800 000 €
- Pays de production :  France
- Langues originales : anglais, français, espagnol, italien, russe, allemand, grec, japonais, arabe, chinois, persan
- Format : couleur — 35 mm — 1,85:1 — son Dolby Digital
- Genre : drame, thriller
- Durée : 94 minutes
- Dates de sortie :
  - France : 30 octobre 2008 (Festival du cinéma méditerranéen de Montpellier) ; 12 mai 2010 (sortie nationale)
  - Belgique : 16 avril 2009 (Festival international du film fantastique de Bruxelles)
  - Canada : 21 juillet 2009 (FanTasia, Montréal)
- Classification :
  - France : tous publics

## Distribution
- Matthew Géczy : John Mc Clane
- Alain Azerot : César
- Robert William Bradford : David
- Eloïssa Florez : Isabella
- Alexandre Guégan : inspecteur de l'IRS
- Ahlima Mhamdi : Rachida
- Michael Hofland : Karel
- Luca Lombardi : Giovanni
- Bill Dunn : le Président des États-Unis
- Dimitri Michelsen : Dawson
- Irina Ninova : Ludmila
- Lætitia Noyon : Andie
- Gérald Papasian : Ahmed
- Pierre-Luc Scotto : Alain
- Nicolas Vayssié : Esteban
- Jesse Joe Walsh : l'imprimeur
- Évelyne Macko : Yuichira
- Nikos Aliagas : un journaliste grec
- Amanda Lear : une journaliste italienne
- Simona Caparrini : une présentatrice italienne
- Julien Lepers : lui-même
- Antony Hickling : Dany

## Distinctions
(juillet 2016).

### Récompenses
- Mention spéciale du Jury au Festival international du film fantastique de Bruxelles 2009[1]
- Washington - Festival International Politics on Film - 2009
  - Prix du meilleur film international
- Montréal - Festival International FanTasia - 2009
  - Prix du meilleur scénario
  - Prix du public du meilleur film international
  - 2e Prix du public du film le plus innovant
- Tours - Festival international cinéma et politique – 2009
  - Prix du meilleur film international
  - Prix du meilleur film international (Jury jeunes)
- Phoenix – Festival international du film d'horreur et de science-fiction – 2009
  - Prix du meilleur scénario
- Vologa – Festival International VOICES – 2010[2]
  - Prix du meilleur scénario
- Athènes – Festival International SFF-rated – 2011[3]
  - Prix du meilleur film international
  - Prix du meilleur scénario

### Nominations et sélections
- Festival du cinéma méditerranéen de Montpellier – 2008
- Réunion, Maurice, Madagascar - Festival international de l'Océan indien – 2009
  - Nomination au prix du meilleur film français
- Festival international du film de Catalogne (Sitges) – 2010[4]

## Divers
- Le tournage a eu lieu du 9 mai 2007 au 8 août 2007 à :
  - Fontenay-sous-Bois (studio)
  - Paris (intérieurs et extérieurs)
  - Montpellier (intérieurs et extérieurs)
- Le logo de Nassi United n'est pas sans rappeler le logo de Danone.